# Spirostreptus amputus
Spirostreptus amputus är en mångfotingart som beskrevs av Karsch 1881. Spirostreptus amputus ingår i släktet Spirostreptus och familjen Spirostreptidae. Inga underarter finns listade i Catalogue of Life.